# Yo me bajo en la próxima, ¿y usted? (película)
Yo me bajo en la próxima, ¿y usted? es una película española de comedia estrenada en 1992, dirigida por José Sacristán, en la que fue su última película como director de las tres que dirigió, y protagonizada en los papeles principales por Concha Velasco y el propio José Sacristán.
La película es una adaptación cinematográfica de la obra teatral Yo me bajo en la próxima, ¿y usted? de Adolfo Marsillach estrenada en 1981.
El guion de Adolfo Marsillach de la película fue nominado a los Premios Goya de 1993 en la categoría de mejor guion adaptado, galardón que recayó finalmente en El maestro de esgrima.

## Sinopsis
Concha, creativa de una agencia de publicidad, descubre al salir de trabajar que la grúa se ha llevado su coche, en el que pensaba ir a la boda de la hija de su jefe. Por otra parte, la venganza de una empleada también deja sin coche a Pepe, ejecutivo de una empresa de alimentación, y que también lo necesitaba para acudir a la boda del hijo de su jefe. Cuando ambos llegan a la ceremonia, que resulta ser la misma, su sorpresa es mayúscula. Se han reencontrado después de 17 años divorciados. Su matrimonio terminó tan mal que ninguno de los dos ha sentido el menor deseo de verse. Sin embargo, en la radio comienza a sonar la canción "Tu vida y mi vida", que evoca en los dos numerosos recuerdos comunes.

## Reparto
- Concha Velasco como Concha.
- José Sacristán como Pepe.
- Tina Sáinz como Karmele.
- Juan Jesús Valverde como Gallego.
- María Isbert como Viejecita.
- Alberto Bové como Viejecito.
- Ana Álvarez como India Curtis.
- Carmen Balagué como Secretaria.
- Gérard Tichy
- Isabel Prinz
- Julián Navarro
- Roberto Cairo como Camarero del hotel.
- Bruno Squarcia